# Tanya (Mortal Kombat)
Tanya es un personaje de la serie de videojuegos de lucha Mortal Kombat, tiene habilidades de hechicería y es capaz de manipular el fuego. Tanya es representada como una mujer negra de ojos marrones o completamente blancos, predominando en su vestimenta el color amarillo. Hizo su primera aparición en Mortal Kombat 4.

## Historia
Tanya es una de las pocas mujeres hechiceras, y está orgullosa de sí misma por su conocimiento superior de magia y diplomacia. Es un demonio del Netherrealm, y miembro de la Hermandad de la Sombra, al servicio de Shinnok. Tanya fue parte del plan de ataque de Shinnok. Se hizo pasar como hija del embajador de Edenia en los nuevos reinos. Tanya invita a un grupo de refugiados que escapaban de su reino buscando la seguridad de Edenia. Pero poco después de que la Reina Sindel les dejase atravesar el portal, se da cuenta de que uno de los refugiados es nada más y nada menos que el antiguo dios ancestral, Shinnok. 
El portal abierto no dirige a otro mundo, sino a las entrañas del Netherealm. El reino de Edenia esta ahora a merced de Shinnok. Tanya fue comisionada para vigilar a Kitana y Sindel en la invasión. Al caer Shinnok, Tanya escapa. Estuvo vagando por varios reinos, hasta que se topó con las hordas tarkatan de Baraka, al servicio de Onaga. Baraka la forzó a servir a Onaga. Tanya dirigió las fuerzas de Onaga contra Edenia. Derrocó a Sindel y le cedió el trono a Mileena. Pero Sindel logra escapar con ayuda de Jade. Jade lo ha tomado personal contra Tanya, y ha jurado matarla.
Ed Boon nombró así al personaje por una de sus hermanas.

## Recepción
Ella fue colocada en el puesto 34 en la lista de UGO de 2012 de los mejores 50 personajes de MK, y en el puesto 50 en la encuesta de personajes de MK en 2013 votó en línea por los fanáticos de Dorkly. Su fatalidad Triple Neckbreaker de MK4 ocupó el décimo puesto en la selección Top Ten Worst Fatalities de ScrewAttack en 2011. Complex nombró a Tanya séptima en su selección de 2011 de los diez mejores personajes MK infravalorados. Nuestra niña Tanya es la traidora de todos los traidores de la serie, cambiando su lealtad más veces de las que podemos contar. Sin embargo, Den of Geek la clasificó 68 en su clasificación de 2015 de los 73 personajes de la franquicia, por ser un villano unidimensional cuya única cualidad es la traición. Total Film la nombró entre los siete personajes desagradables buscados para una tercera película de Mortal Kombat, citando a su Fatality Thighbone Stab de Mortal Kombat Deception y sugiriendo que la interpretara Rosario Dawson. WhatCulture llamó a Tanya por sí sola, la perra más taimada y traidora en la historia de la franquicia.

## Roles en los juegos

### Mortal Kombat 4/Mortal Kombat Gold

#### Biografía
Como hija del embajador de Edenia en los nuevos reinos, Tanya invita a un grupo de refugiados que escapaban de su reino buscando la seguridad de Edenia. Pero poco después de que la Reina Sindel les dejase atravesar el portal, se da cuenta de que uno de los refugiados es nada más y nada menos que el antiguo dios ancestral, Shinnok. El portal abierto no dirige a otro mundo, sino a las entrañas del Netherrealm. El reino de Edenia esta ahora a merced de Shinnok.

#### Movimientos Especiales
- Destello Divisorio Rectilineo: Posición de brazos por el cual lanza una esfera de color brillante y chispeante que impacta en el torso y causa una combustión que hace retroceder al oponente.
- Destello Divisorio Diagonal: Compactando su cuerpo y con una posición de brazos por el cual lanza una esfera de color brillante y chispeante que impacta el rostro del oponente.
- Destello Divisorio Aérea: Mientras permanece en el aire mueve su brazo lanzando una esfera de color brillante y chispeante que impactando en todo el cuerpo al oponente lo derriba en el plano del campo.
- Patada de Tirabuzón: Un alzamiento de las pierna, con una traslación que golpea al oponente en el rostro y lo lanza hasta el otro extremo del campo.
- Patada Giratoria: A corta distancia del oponente, ella da una voltereta y adelantando su pierna lo golpea y aleja.

#### Arma
- Boomerang Divisorio.

#### Fatality
- Beso Retorcedor: se acerca a su oponente y le da un beso en la mejilla, enseguida se despega de él y este comienza a retorcerse hasta colapsar
- Rompe cuellos: se abalanza con las piernas hacia la cabeza de su oponente, a continuación, gira sobre su cuello, el luchador cae con el cuello quebrado

#### Final
Liu Kang se situaba en una oscura caverna, alumbrado por una sola antorcha, Tanya lo acompañaba, Liu Kang preguntó ¿Donde estamos, Tanya? a lo que ella responde con Sígueme, te llevaré a donde está Raiden, ambos avanzaron hasta una recámara, Liu Kang muestra un gesto de sorpresa cuando enfrente suyo aparecen Quan Chi y Shinnok, entonces Tanya lo mira y se ríe maléficamente, Liu Kang amenazado ejecuta La Patada Voladora pero Shinnok lo detiene en el aire y lo hace explotar.

### Mortal Kombat: Deception/Unchained

#### Biografía
Se me nombró agente de la Alianza Mortal. Prefería el término Embajadora. Era mi deber imponer la voluntad de Quan Chi y Shang Tsung a los habitantes de Outworld. Pero el reinado de los hechiceros duró poco y me encontré nuevamente sin líder, deseando volver a mi lugar de nacimiento, Edenia. Cuando Baraka me encontró, me dio a elegir: o servir a su nuevo señor de Outworld o morir. Si he vivido durante miles de años es porque he sabido tomar las decisiones correctas. Ofrecí mi servicio a Onaga, el Rey Dragón. Onaga estaba al corriente de la invasión de Shao Kahn a Edenia que ocurrió hace muchos años. Aparentemente, el Rey Dragón había estado observando a Kahn desde el más allá. Todo lo que Shao Kahn había intentado hacer, Onaga estaba determinando a completarlo. Estaba buscando información perdida, conjuros ancestrales que podrían unir los seis Kamidogu de los Dioses Viejos en uno, y así hacer posible el poseer su fuerza combinada. Le traje a Edenia, donde creía que esa información aún existía.

#### Movimientos Especiales
- Human Cannon Drill
- Air Fire Blast
- Split Flip Kick
- Find Me

#### Final
En Edenia, Tanya ha situado los textos antiguos que se describe el proceso por el que se funden a la Kamidogu en uno. Con esta información, Onaga fue capaz de crear un Kamidogu - una herramienta de poder indecible.
Como el Rey Dragón se distrae, deleitándose con su victoria, Tanya aprovechado la oportunidad de arrebatar la Kamidogu a partir de él, así como la obtención de dios-poder. Ella destruyó el Rey Dragón y se convirtió en Overlord último de los reinos.

### Mortal Kombat Armageddon

#### Final
El fuego elemental de Blaze transformó a Tanya en un ser llamado, el invocador del Dragón. Con un simple pensamiento, ella podía transformar los espíritus de los Dragones en carne y hueso. Con su ejército de Dragones, conquistó el universo Reino por Reino. Pronto el mismo Shao Kahn se arrodillaría ante ella.

### Mortal Kombat X
Tanya se vería envuelta en la trama principal del juego, aquí es una de las más fieles aliadas de Mileena, y junto con Rain, Kano y Baraka intentan derrotar a Kotal Kahn y sus súbditos, sin embargo no tuvieron resultados y tanto Mileena como Baraka son asesinados a manos de D'Vorah, esas muertes la colocan junto con Rain como los únicos sobrevivientes de la aniquilación de Edenianos, durante la historia casi es asesinada por la misma verdugo que aniquiló a sus aliados pero le salva Cassie Cage. 
Justo como en su historia original, Tanya es reconocida por los demás como una traidora y oportunista. En su final arcade (no canónico), entrega a Rain y este es asesinado como favor a Kotal para evitar ser aniquilada.
- Tanya en esta edición es (DLC), el modelo utilizado en el modo historia fue rediseñado para su versión final.

#### Fatalities
- Fatality 1: Desde la espalda del oponente entra para salir por la parte delantera donde toma el corazón del mismo y se limpia las demás vísceras que salieron junto con ella.
- Fatality 2: inmoviliza al oponente clavando sus manos al suelo para después con sus piernas atravesar el torso y la cabeza del mismo.

### Mortal Kombat 11
A pesar de que Tanya no está disponible en esta entrega se puede saber de ella gracias a algunos diálogos. En estos se menciona que mantuvo una relación amorosa con Mileena, quien busca vengarla tras su muerte causada por la traición de Rain, quien provocó que la edeniana fuera ejecutada por Kotal.
También aparece en el final arcade de Mileena, donde se les ve formando una familia.

### Mortal Kombat 1
Por primera vez en la historia del personaje, Tanya es representada como una heroína en lugar de una villana. En esta línea del tiempo creada por Liu Kang, Tanya fue criada desde niña para convertirse en una de las Umgadi, guerras destinadas a cuidar del imperio del Outworld y la familia real; cuando se hizo mayor, Tanya se convirtió en la líder de estas después de la destitución de Li Mei tras el asesinato de Jerrod.